# Andrea Kritcher
 (janvier 2024).
Andrea Lynn « Annie » Kritcher est une ingénieure nucléaire et physicienne américaine qui travaille au Laboratoire National Lawrence Livermore. Elle est responsable du développement d'Hybrid-E, un module qui permet la Fusion par confinement inertiel. Elle est élue Fellow de l'American Physical Society en 2022.

## Jeunesse et éducation
Kritcher est née à Traverse City, Michigan, et fréquente la Traverse City Central High School et le Northwestern Michigan College avant d'étudier l'ingénierie nucléaire à l'Université du Michigan,,,. Elle poursuit ensuite ses études à l'Université de Californie à Berkeley, où elle obtient un master puis un doctorat en ingénierie nucléaire. Elle passe l'été 2004 en stage au Laboratoire national Lawrence Livermore. Son premier projet consiste en l'analyse de données du electron beam ion trap. Sa thèse de doctorat concerne la diffusion Thomson par la matière comprimée sous l'effet d'une onde de choc. Elle est ensuite chercheur post-doctoral au Lawrence Livermore National Laboratory en 2009,. Son travail de post-doctorat porte sur l'utilisation des rayons W pour mesurer les propriétés de la matière chaude et dense (plasma), et la caractérisation de comment les noyaux interagissent avec les plasmas denses,. Ce travail utilise les installations du laser Jupiter du LLNL et du laser OMEGA  à l'Université de Rochester.
Kritcher est nommée chercheuse permanente de la division de physique de conception des armes et de l'intégration complexe du Laboratoire national Lawrence Livermore en 2009.
Kritcher travaille en ingénierie nucléaire, avec un accent particulier sur la fusion par confinement inertiel, qui cherche à imiter les processus nucléaires qui se déroulent à l'intérieur du soleil en comprimant et en chauffant des capsules remplies de combustible thermonucléaire. Des faisceaux de haute énergie (photons ou électrons) bombardent la couche externe de la capsule, qui explose vers l'extérieur et génère une force de réaction qui accélère le reste de la capsule vers le centre. L'explosion crée une onde de choc qui traverse la cible de combustible, produisant suffisamment de chaleur et de compression pour que la fusion puisse commencer. Ces capsules contiennent des isotopes lourds de l'hydrogène (généralement du deutérium et du tritium). Kritcher conçoit Hybrid-E, une capsule cible qui comprend une capsule de carbone haute densité et un tube de remplissage de deutérium-tritium,. La capsule est enfermée dans un  hohlraum qui convertit la lumière laser incidente en rayons X. Kritcher déclare qu'il a été difficile de concevoir le hohlraum de telle sorte qu'il génère une implosion symétrique de la capsule. Cela impliquait de limiter la taille des trous d’entrée pour améliorer l’énergie couplée au système, et d’avoir une structure capable d’ajuster systématiquement la longueur d’onde de chaque faisceau pour équilibrer l’énergie des rayons X nécessaire pour faire imploser la capsule. La capsule Hybrid-E a permis une fusion par confinement inertiel capable de produire plus d'un mégajoule d'énergie de fusion,,. Hybrid-E est le premier dispositif capable de générer un état de plasma brûlant qui émet plus d'énergie que l'énergie nécessaire pour initier la fusion.
En 2022, Kritcher est élue Fellow de la Société américaine de physique. Sa citation indioque : « pour son leadership dans la physique de la conception du hohlraum menant à la création du premier plasma de laboratoire brûlant et capable de démarrer la fusion».
Kritcher étudie ensuite le comportement des ions dans la fusion par confinement inertiel, montrant que l'énergie des neutrons produits à partir d'un plasma deutérium-tritium enregistrée expérimentalement est supérieure à ce qui pouvait être prédit à partir des algorithmes hydrodynamiques qui simulent les implosions par confinement inertiel.
Kritcher conçoit l'expérience du 5 décembre 2022 qui atteint le seuil de rentabilité de la fusion au National Ignition Facility,.

## Prix
- Finaliste 2021 pour la percée physique de l’année[19]
- Nommée parmi les anciens élèves exceptionnels du Northwestern Michigan College 2022[20]
- Lauréate du Prix Falling Walls 2022 en sciences physiques[21]
- Membre élue de l'American Physical Society en 2022[7]

## Publications
- (en) Andrea L Kritcher, Paul Neumayer, John Castor, Tilo Döppner, Roger W Falcone, Otto L Landen, Hae Ja Lee, Richard W Lee, Edward C Morse, Andrew Ng, Steve Pollaine, Dwight Price et Siegfried H Glenzer, « Ultrafast x-ray Thomson scattering of shock-compressed matter », Science, Amérique septentrionale, AAAS, vol. 322, no 5898,‎ 1er octobre 2008, p. 69-71 (ISSN 0036-8075 et 1095-9203, OCLC 1644869, PMID 18832640, DOI 10.1126/SCIENCE.1161466).
- (en) Lee HJ, Neumayer P, Castor J, Döppner T, Falcone RW, Fortmann C, Hammel BA, Kritcher AL, Landen OL, Lee RW, Meyerhofer DD, Munro DH, Redmer R, Regan SP, Weber S et Glenzer SH, « X-ray Thomson-scattering measurements of density and temperature in shock-compressed beryllium », Physical Review Letters, Woodbury, APS, vol. 102, no 11,‎ 16 mars 2009, p. 115001 (ISSN 0031-9007, 1079-7114 et 1092-0145, OCLC 1715834, BNF 34469702, PMID 19392206, DOI 10.1103/PHYSREVLETT.102.115001).
- (en) John Lindl, Otto Landen, John Edwards, Ed Moses et NIC Team, « Review of the National Ignition Campaign 2009-2012 », Physics of Plasmas, AIP, vol. 21, no 2,‎ février 2014, p. 020501 (ISSN 1070-664X, 1089-7674 et 1527-2419, DOI 10.1063/1.4865400).